# 토머스 할 필립스

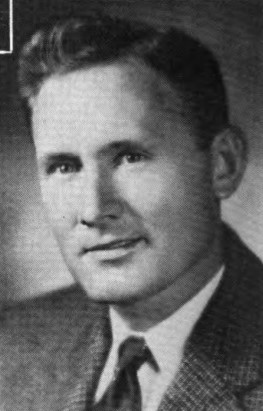

토머스 할 필립스(Thomas Hal Phillips, 1922년 10월 11일 ~ 2007년 4월 3일)는 미국의 배우, 각본가이다.

## 영화
- 캘리포니아 스플릿 (1974년)
- 보위와 키치 (1974년)
- 타잔의 격투 (1958년)